# Melinda Doolittle
Melinda Marie Doolittle, född 1 december 1977 i St. Louis, Missouri, är en amerikansk sångerska som kom trea i American Idol 2007. Hennes första album, Coming Back to You, gavs ut 2009. 
Innan Doolittle medverkade i American Idol, verkade hon som bakgrundssångare för bland annat Michael McDonald, Kirk Franklin, Aaron Neville, BeBe and CeCe Winans, Alabama, Jonny Lang, Vanessa Bell Armstrong, Carman och Anointed.

## Diskografi
Studioalbum
- 2009 – Coming Back to You

EPs
- 2007 – Melinda Doolittle
- 2013 – You're the Reason

Singlar
- 2008 – "My Funny Valentine"
- 2009 – "It's Your Love" (#29 på Billboard Adult Contemporary)[3]
- 2013 – "Never Giving Up"